# Albert Renger-Patzsch
Albert Renger-Patzsch (22 de junio de 1897 – 27 de septiembre de 1966) fue un fotógrafo alemán adscrito a la Nueva Objetividad.
Estudió química en Dresde, iniciándose en la fotografía, de la que dio clases en la Folkwangschule de Essen. Se especializó en fotografía publicitaria, publicando varios libros sobre el mundo técnico e industrial: en 1927 publicó Die Halligen, sobre paisajes y gentes de la isla de Frisia oriental, y en 1928 El mundo es hermoso (Die Welt ist schön). El estilo de Renger-Patzsch era objetivo y preciso, distanciándose de las diversas tendencias vanguardistas de la época. Sus obras son de gran exactitud y precisión, defendiendo el carácter artesanal de la fotografía frente a la experimentación realizada por los fotógrafos más vanguardistas. Después de la Segunda Guerra Mundial se retiró a Wamel, un pueblecito cerca de Soest, donde se dedicó a la fotografía de paisaje y de arquitectura. En 1993 el Museo Ludwig de Colonia le dedicó una retrospectiva.

## Exposiciones
- Fundación MAPFRE (Madrid) (22 de junio de 2017 - 10 de septiembre de 2017)